# Kuba Rozpruwacz
Kuba Rozpruwacz (ang. Jack the Ripper) – pseudonim nadany domniemanemu seryjnemu mordercy działającemu w okolicach Whitechapel w Londynie w 1888 roku. Po raz pierwszy określenie „Kuba Rozpruwacz” pojawiło się w listach napisanych przez osobę podającą się za niego i opublikowanych w tym czasie. Inne pseudonimy, nadane przestępcy przez prasę, to „Morderca z Whitechapel” (The Whitechapel Murderer) oraz „Skórzany Fartuch” (Leather Apron).
Ofiarami ataków przypisywanych Kubie Rozpruwaczowi zwykle padały prostytutki z ubogich dzielnic, mordowane przez podcięcie gardła. Większość z nich odniosła ponadto poważne rany brzucha. Co najmniej trzem ofiarom usunięto niektóre narządy wewnętrzne, co stało się podstawą przypuszczeń, jakoby morderca posiadał wiedzę anatomiczną lub chirurgiczną. Teorie głoszące, że sprawcą wszystkich ataków i zabójstw był jeden człowiek, zdobyły popularność we wrześniu i październiku 1888 roku. Wtedy też Scotland Yard oraz prasa zaczęły otrzymywać listy od osoby podającej się za mordercę. Jeden z nich, nazwany od pierwszych swoich słów listem „z piekieł”, zawierał fragment ludzkiej nerki. Z powodu nagłośnienia sprawy przez media oraz niezwykłej brutalności morderstw zaczęto je powszechnie uważać za dzieło pojedynczego zabójcy, nazwanego Kubą Rozpruwaczem. Liczne artykuły oraz wzmianki prasowe sprawiły, że stał się on najbardziej popularnym seryjnym mordercą w kulturze masowej.
Śledztwo dotyczące brutalnych zabójstw popełnianych w Whitechapel do 1889 roku nie było w stanie wykazać związku między wieloma zbrodniami, których miał dokonać Rozpruwacz, jednak jego legenda była już wtedy mocno ugruntowana. Ponieważ zabójstwa nigdy nie zostały wyjaśnione, wysunięto ponad sto hipotez na temat tożsamości mordercy. Dla badań poświęconych Rozpruwaczowi ukuto termin ripperology („rozpruwaczologia”).

## Tło

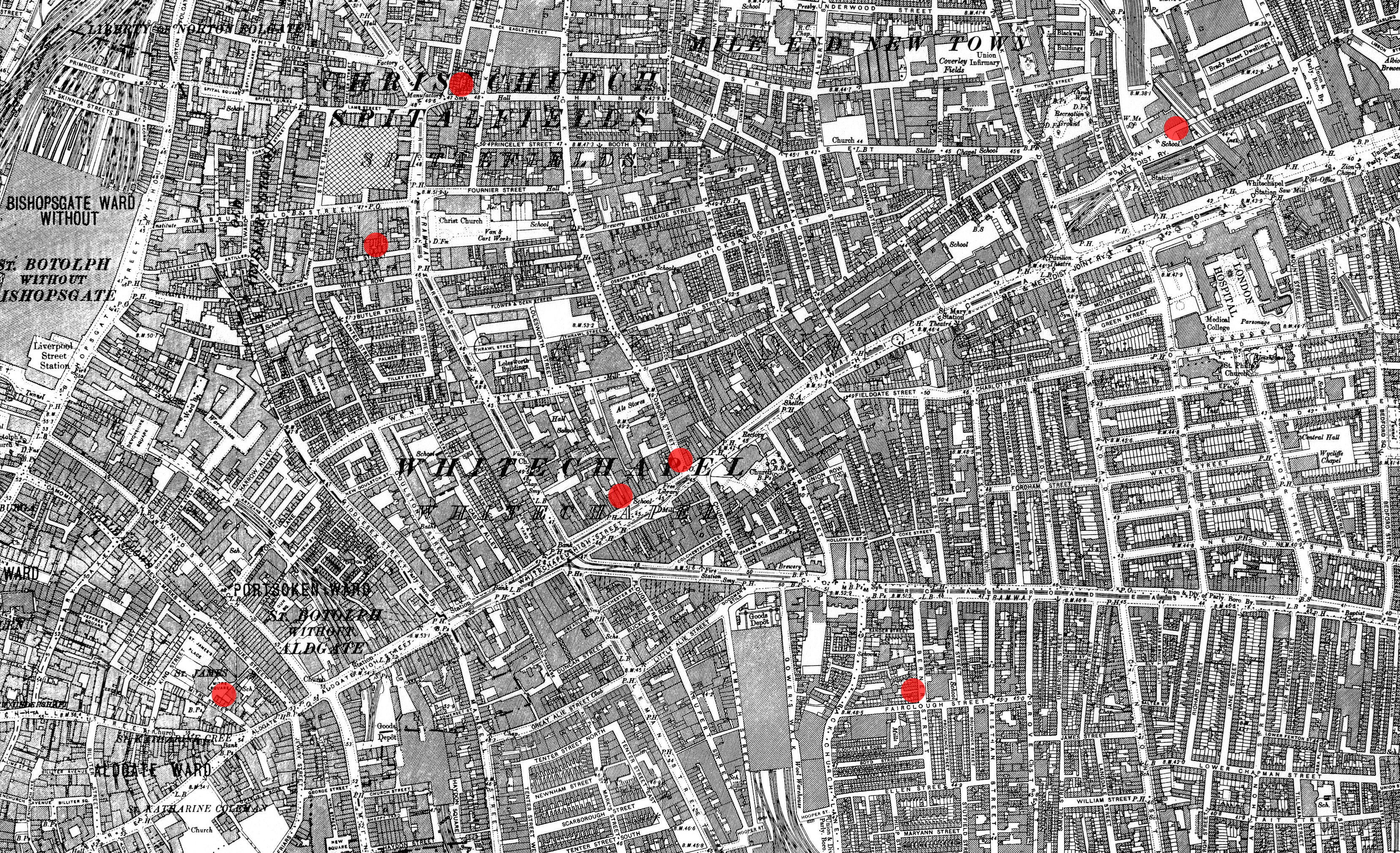
Mapa przedstawiająca miejsce dokonania siedmiu pierwszych morderstw na Whitechapel

W połowie XIX wieku Anglia doświadczyła dużego napływu irlandzkich emigrantów, co pociągnęło za sobą znaczny wzrost zaludnienia miast, w tym Londynu, a zwłaszcza East Endu, będącego najuboższym rejonem stolicy Anglii. W 1882 roku pojawiać się zaczęli także żydowscy uchodźcy z carskiej Rosji oraz Europy Wschodniej. Doprowadziło to do przeludnienia w jednej z najuboższych dzielnic – Whitechapel, a tym samym do pogorszenia warunków mieszkaniowych i możliwości zatrudnienia tamże. Przestępczość i alkoholizm były w rejonie Whitechapel powszechne, a skrajne ubóstwo zmuszało wiele kobiet do prostytucji. W październiku 1888 roku, zgodnie z szacunkami policji, pracowało tam około 1200 prostytutek i działały 62 domy publiczne. Trudności gospodarcze rodziły też napięcia społeczne. Między 1886 a 1889 rokiem po ulicach wielokrotnie przetoczyły się demonstracje, z których jedna, przeprowadzona 13 listopada 1887, doprowadziła do zamieszek i interwencji policji. Rasizm, liczne przestępstwa, niepokoje społeczne oraz olbrzymia bieda przyczyniły się do postrzegania Whitechapel jako miejsca upadku moralnego.
Opinie te zaczęły pogłębiać tajemnicze i brutalne mordy przypisywane Kubie Rozpruwaczowi.

## Morderstwa
Główną przyczyną trudności z ustaleniem faktycznej liczby ofiar Kuby Rozpruwacza jest duża liczba napadów na kobiety w East Endzie w epoce wiktoriańskiej. Policja w śledztwie dotyczącym Rozpruwacza uwzględniła jedenaście morderstw, do których doszło od 3 kwietnia 1888 do 13 lutego 1891, określanych mianem „morderstw na Whitechapel”. Nie ma pewności co do ich ewentualnego związku, jednakże pięć z nich określanych mianem „kanonicznej piątki” powszechnie uznaje się za popełnione przez pojedynczego seryjnego mordercę zwanego Kubą Rozpruwaczem. Za modus operandi pozwalający na identyfikację jego ofiar, większość badaczy przyjmuje: głębokie podcięcie gardła, urazy w okolicach jamy brzusznej oraz narządów płciowych, usuwanie organów wewnętrznych oraz rany twarzy, coraz poważniejsze u kolejnych ofiar.
Dwa pierwsze morderstwa z Whitechapel, popełnione na Emmie Elizabeth Smith oraz Marcie Tabram, nie pasują do tego schematu, dlatego nie zalicza się ich do „kanonicznej piątki”.
Emma Elizabeth Smith została zaatakowana i okradziona 3 kwietnia 1888 na ulicy Osborn, udało się jej jednak przeżyć napaść. Po przybyciu do szpitala okazało się, że do jej pochwy wepchnięto tępy przedmiot, przebijając otrzewną. W wyniku tej rany wywiązało się zapalenie otrzewnej, z powodu którego Smith zapadła w śpiączkę i zmarła rankiem następnego dnia. Przed zgonem kobieta zeznała, że zaatakowało ją dwóch lub trzech mężczyzn, z których jeden był nastolatkiem. Pojawiły się sugestie łączące śmierć Emmy Elizabeth Smith z późniejszymi morderstwami na Whitechapel, jednak większość badaczy uważa, że padła ona ofiarą gangu, niepowiązanego z Kubą Rozpruwaczem.
Martha Tabram została zamordowana 7 sierpnia 1888 za pomocą noża. Na jej ciele znaleziono 39 ran kłutych. Dziewiętnastowieczna policja – ze względu na okrucieństwo mordu, brak oczywistego motywu, fakt, że doszło do niego w pobliżu miejsc zabójstw „kanonicznej piątki” (George Yard, Whitechapel), oraz niewielki odstęp czasowy między nimi – powiązała śmierć Tabram z działalnością Rozpruwacza. Przyczyną śmierci Tabram było jednak wielokrotne pchnięcie nożem, a nie podcięcie gardła, ponadto na jej ciele nie znaleziono głębokich ran ciętych typowych dla ofiar Rozpruwacza, dlatego wielu ekspertów neguje związek między jej morderstwem a zabójstwami dokonanymi przez słynnego mordercę z Whitechapel.

### Kanoniczna piątkaofiar Kuby Rozpruwacza
Za kanoniczne ofiary Rozpruwacza uznaje się: Mary Ann Nichols, Annie Chapman, Elizabeth Stride, Catherine Eddowes i Mary Jane Kelly.
Do wszystkich kanonicznych morderstw Rozpruwacza doszło wczesnym rankiem podczas weekendu lub krótko przed nim, na początku lub końcu miesiąca. Kolejne zabójstwa (z wyjątkiem Elizabeth Stride, podczas którego morderca mógł zostać spłoszony) zdradzają coraz większą brutalność sprawcy, widoczną w rosnącej liczbie obrażeń ciała ofiar.
Przekonanie, że wszystkie pięć wymienionych tu morderstw popełniła jedna osoba, pochodzi już z dziewiętnastowiecznych akt sprawy Rozpruwacza.
W 1894 r. Melville Macnaghten pełniący funkcję zastępcy komendanta londyńskiej policji oraz szef Departamentu Dochodzeń Kryminalnych (CID) zanotował: morderca z Whitechapel miał pięć ofiar – tylko pięć ofiar. Również policyjny chirurg Thomas Bond w liście wysłanym do Roberta Andersona wyraził podobne przekonanie.
W ciągu lat pojawiły się jednak sugestie jakoby za część kanonicznych morderstw faktycznie odpowiadał jeden przestępca, reszta zaś została popełniona przez innych, niezależnie działających zabójców. Zdaniem Stewarta P. Evansa i Donalda Rumbelowa morderstwo Mary Ann Nichols, Annie Chapman oraz Catharine Eddowes z całą pewnością zostały popełnione przez pojedynczego seryjnego mordercę, czego nie można powiedzieć o zabójstwach Elizabeth Stride i Mary Jane Kelly, wątpliwy jest także przypadek Marthy Tabram. Inni z kolei sugerują, że Rozpruwacz miał sześć (kanoniczną piątkę i Marthę Tabram) ofiar lub nawet więcej. Dr Percy Clark, asystujący przy prowadzonych przez George’a Bagstera Phillipsa sekcjach zwłok rzekomych ofiar Rozpruwacza, powiązał tylko trzy z nich. Jego zdaniem pozostałe zbrodnie popełnili niezależnie działający przestępcy, naśladujący słynnego mordercę z Whitechapel.
Mary Ann Nichols

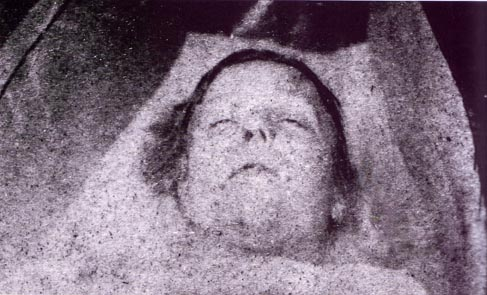
Ciało Mary Ann Nichols

Ostatnią osobą, która widziała Mary Ann Nichols żywą, była jej przyjaciółka i współlokatorka Emily Holland. Spotkała ją w piątek 31 sierpnia 1888 około 2:30 rano na skrzyżowaniu ulic Osborn Street i Whitechapel Road. Według zeznań kobiety, Nichols odmówiła wspólnego powrotu do domu, twierdząc, że musi znaleźć klienta, wydała bowiem wszystkie zarobione tej nocy pieniądze (według Holland znajdowała się pod wpływem alkoholu).
O świcie, około 3:40 na ulicy Buck’s Row jeszcze ciepłe zwłoki Nichols odnalazł przechodzący tamtędy woźnica, Charles Cross. Mniej więcej pół godziny wcześniej tę okolicę patrolował policjant John Thain, jednak nie zauważył niczego podejrzanego.
Gardło Nichols zostało dwukrotnie mocno przecięte, a na jej brzuchu znaleziono długą i głęboką ranę ciętą o nierównych krawędziach oraz kilka płytszych nacięć.

Annie Chapman

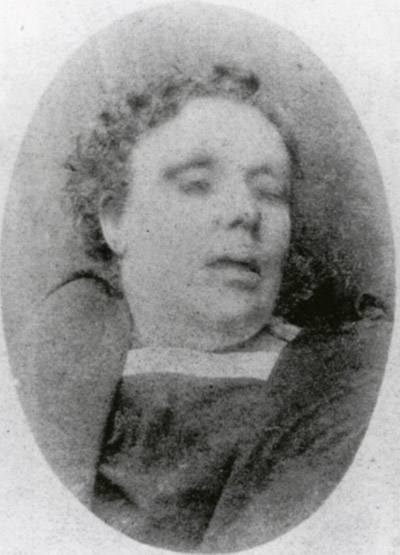
Ciało Annie Chapman

Ciało Annie Chapman odnalazł w sobotę 8 września 1888 około szóstej rano tragarz John Davis na podwórku domu przy ulicy Hanbury 29. Morderca dwukrotnie przeciął kobiecie gardło, rozciął brzuch, wyjął i ułożył obok ciała jelita, wyciął i zabrał ze sobą macicę, górną część pochwy oraz dwie trzecie przedniej ścianki pęcherza moczowego.
Około 5:30 nad ranem Elizabeth Long – jak później zeznała – widziała Annie Chapman rozmawiająca z mężczyzną. Według relacji Long towarzysz Chapman:
- wyglądał na mniej więcej 40 lat
- wydawał się cudzoziemcem
- sprawiał wrażenie człowieka ubogiego, lecz nobliwego (ang. shabby-genteel)
- był ubrany w ciemny płaszcz i kapelusz[33].

Mniej więcej w tym samym czasie stolarz Albert Cadosch, zamieszkały w domu przy Hanbury Street 27, udając się do wygódki na podwórzu, usłyszał krzyk oraz dźwięk przypominający głośne uderzenie czegoś o ogrodzenie.

Elizabeth Stride

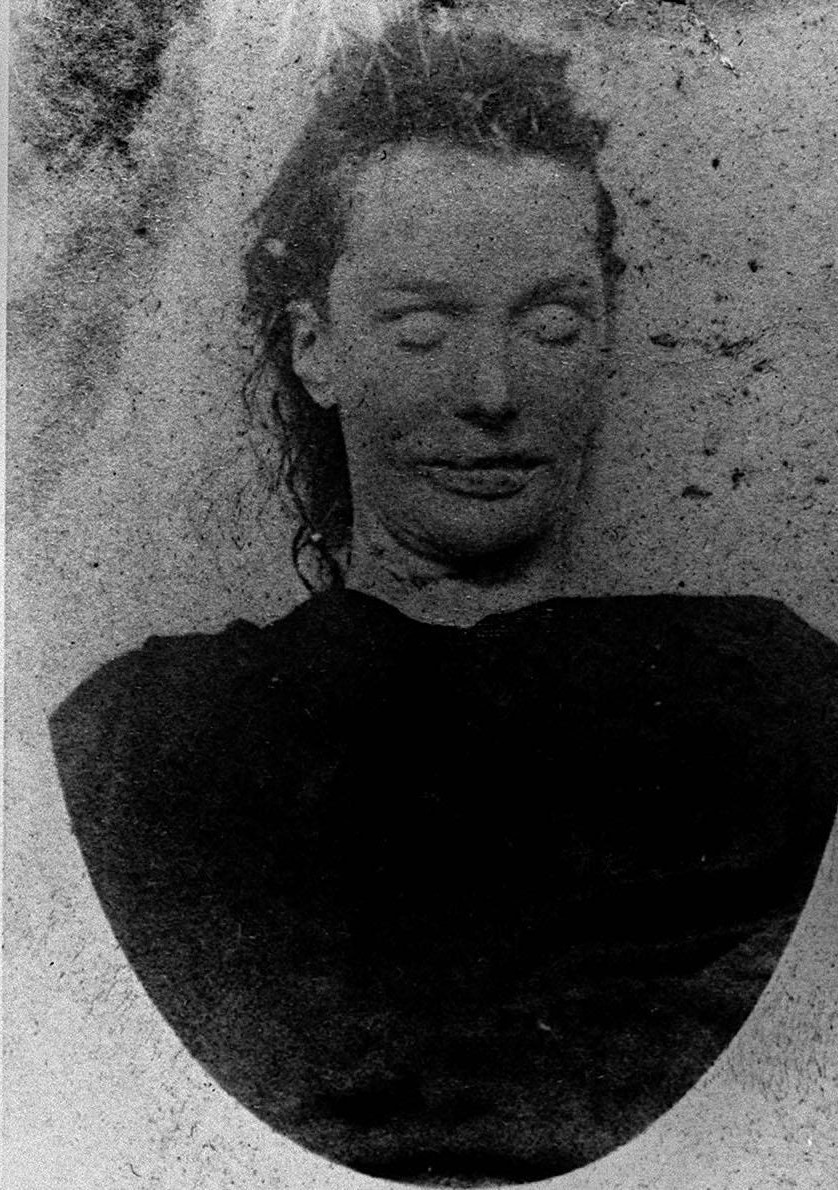
Ciało Elizabeth Stride

W nocy w niedzielę 30 września 1888 roku zginęły Elizabeth Stride i Catherine Eddowes.
Jeszcze ciepłe zwłoki Stride odkrył na terenie Dutfield's Yard Louis Diemschutz. Poza podciętym gardłem nie miała ona obrażeń charakterystycznych dla ofiar Rozpruwacza, co doprowadziło do spekulacji, że jej mordercą był ktoś inny. Nie można wykluczyć jednak, że Kuba Rozpruwacz został spłoszony, co uniemożliwiło mu okaleczenie zwłok.
Israel Schwartz zrelacjonował, że około 12:45 w nocy widział w bramie Dutfield's Yard kobietę rozmawiającą z jakimś mężczyzną, który po chwili rzucił się na nią i przewrócił na ziemię, a następnie krzyknął słowo Lipski w kierunku innego mężczyzny, stojącego po drugiej stronie ulicy.
Po przybyciu do kostnicy Schwartz zidentyfikował widzianą przez siebie kobietę jako Elizabeth Stride.

Catherine Eddowes

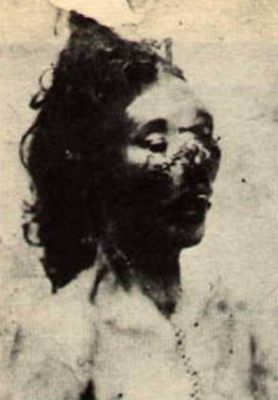
Ciało Catherine Eddowes po zszyciu

Tej samej nocy zginęła również Catherine Eddowes. Około 1:35 w nocy Joseph Lawende razem z dwoma przyjaciółmi – rzeźnikiem Josephem Hyamem Levy oraz sprzedawcą mebli Henrym Harrisem – przechodził przez Mitre Square. Lawende zauważył kobietę, zidentyfikowaną później przez niego jako Eddowes, rozmawiającą z mężczyzną, którego opisał jako około trzydziestoletniego, wąsatego o jasnej karnacji, ubranego w luźną kurtkę, szary kaszkiet oraz czerwonawą apaszkę. Miał on przypominać marynarza. Jednakże Levy odmówił składania zeznań, a Harris nie był w stanie potwierdzić zeznań Josepha Lawende.
Około 1:45 zwłoki Catherine Eddowes odnalazł na Mitre Square policjant Edward Watkins. Morderca przeciął gardło kobiety, pociął twarz, rozciął brzuch, wyjął jelita i usunął sporą część macicy oraz lewą nerkę. Około trzeciej nad ranem w bramie jednej z kamienic na ulicy Goulston odkryto fragment zakrwawionego fartucha Eddowes, a nad nim napis brzmiący: Rzydzi [oryg. Juwes] są ludźmi, którzy nie będą obwiniani o nic albo Rzydzi nie są ludźmi, którzy nie będą obwiniani o nic. Komisarz Charles Warren po przybyciu na miejsce nakazał usunięcie graffiti, obawiając się antysemickich zamieszek.

Mary Jane Kelly

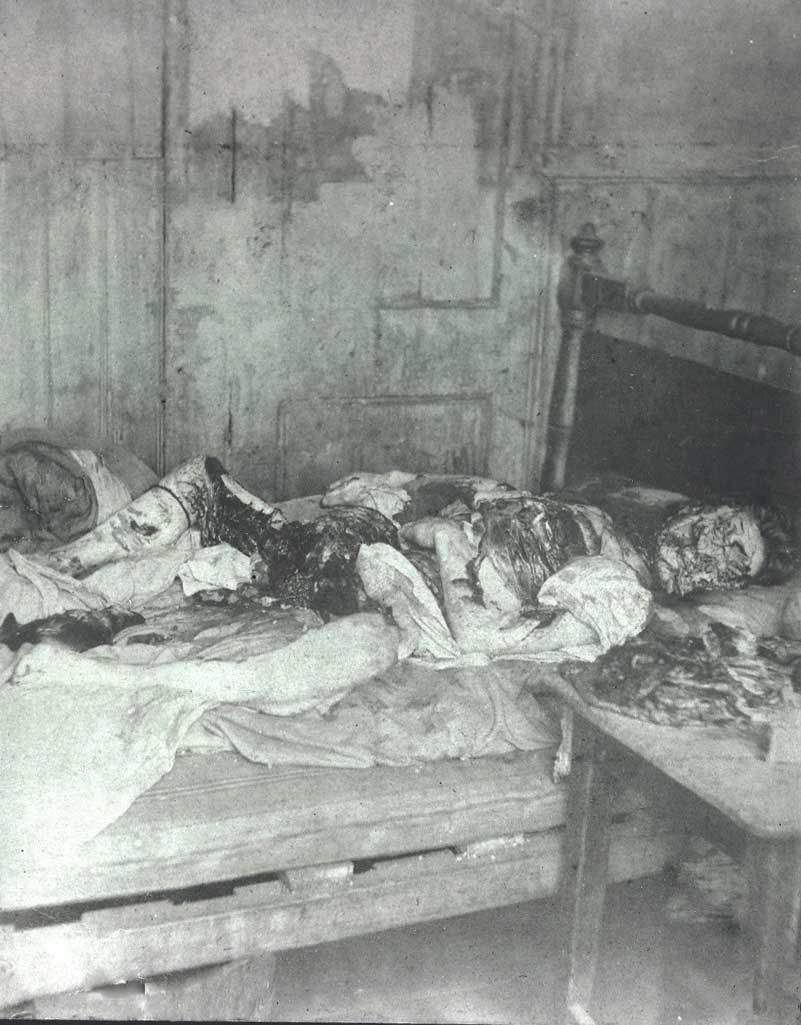
Zdjęcie policyjne zwłok Mary Jane Kelly z miejsca zbrodni – ostatniej kanonicznej ofiary Kuby Rozpruwacza

Mary Jane Kelly zginęła w nocy na piątek 9 listopada 1888. Mary Ann Cox zeznała, że w noc śmierci Kelly widziała ją około 23:45 w towarzystwie niechlujnie ubranego, około trzydziestopięcioletniego wąsatego mężczyzny. Catherine Pickett, sąsiadka Mary, około pierwszej nad ranem słyszała śpiew Kelly dochodzący z jej pokoju. Robotnik George Hutchinson twierdził, że w okolicach drugiej nad ranem spotkał Mary Jane Kelly w towarzystwie elegancko ubranego, mniej więcej trzydziestopięcioletniego mężczyzny, którego opisał bardzo drobiazgowo. Ponieważ zauważanie tylu szczegółów w nocy wydaje się trudne lub nawet niemożliwe, niektórzy autorzy spekulują, że Hutchinson był Rozpruwaczem, chcącym odwrócić od siebie uwagę policji, albo zwyczajnie szukał rozgłosu.
Około czwartej nad ranem Mary Ann Cox, wracając do domu, przechodziła obok mieszkania Kelly. Nie słyszała jednak żadnych dźwięków z niego dochodzących, ponadto według jej relacji nie paliło się tam światło. Mniej więcej w tym samym czasie sąsiadka zamordowanej, Elizabeth Prater, oraz przebywająca w okolicy mieszkania Kelly Sarah Lewis wraz z przyjaciółkami usłyszały słaby okrzyk Och, morderstwo, był on jednak tak powszechny w znanej z przestępczości dzielnicy Whitechapel, że nie zwróciły na niego uwagi.
Około 10:45 9 listopada 1888 do mieszkania Kelly na 13 Miller's Court (Dorset Street, Spitalfields) przybył w celu odebrania zaległego czynszu Thomas Bowyer. Ponieważ mimo pukania w drzwi nikt nie otwierał, Bowyer odepchnął kotarę i zajrzał do mieszkania przez okno. Zauważył wtedy mocno okaleczone zwłoki Mary Jane Kelly, leżące na łóżku. Ofierze przecięto gardło, usunięto skórę i mięśnie z przedniej części tułowia i ud, zaś wyjęte z ciała organy rozmieszczono wokół niego. Serca nie udało się odnaleźć – możliwe, że zabójca zabrał je z sobą. Niektórzy świadkowie zeznawali, że widzieli Kelly żywą około 8:30 i 10:00 rano, to znaczy kilka godzin po prawdopodobnej godzinie jej śmierci, i byli pewni, że się nie pomylili.

### Późniejsze morderstwa w Whitechapel
Zazwyczaj uważa się Mary Jane Kelly za ostatnią ofiarę Kuby Rozpruwacza. Ustanie morderstw mogło wynikać ze śmierci zabójcy, jego uwięzienia, emigracji lub radykalnej zmiany pozycji społecznej, jednak policja w swoim śledztwie dotyczącym morderstw z Whitechapel uwzględniła także pięć późniejszych zabójstw mogących mieć związek z Rozpruwaczem. Ich ofiarami były: Rose Mylett, Alice McKenzie, niezidentyfikowana kobieta, której przypadek określa się jako „morderstwo z ulicy Pinchin”, i Frances Coles.
Zwłoki Rose Mylett znaleziono około czwartej rano na ulicy Poplar High (Clarke's Yard) 20 grudnia 1888. Oględziny ciała wykazały, że przyczyną śmierci kobiety było uduszenie. Ponieważ na jej ciele nie znaleziono żadnych śladów walki ani innych ran, uznano, że Mylett celowo lub przypadkowo, będąc pod wpływem alkoholu, popełniła samobójstwo.
Ława przysięgłych uznała jednak, że Rose padła ofiarą morderstwa.
Alice Graves zeznała, że około 2:30 rano widziała pijaną Mylett w towarzystwie dwóch mężczyzn.
Alice McKenzie została zamordowana 17 lipca 1889 na Castle Alley w Whitechapel, gdzie też znaleziono jej zwłoki. Morderca przeciął kobiecie gardło, po czym zadał dość płytką ranę ciętą, biegnącą od lewej piersi do pępka. Ponadto na ciele ofiary znaleziono kilka siniaków w okolicach piersi oraz 7 lub 8 zadrapań sięgających od pępka w stronę genitaliów.
Podobnie jak „kanoniczne” ofiary Rozpruwacza (z wyjątkiem Stride), zwłoki McKenzie zostały obnażone poprzez zadarcie spódnicy w kierunku brzucha. Patolog Thomas Bond uznał ją za ofiarę Kuby, z czym nie zgodził się George Bagster Phillips, znany z dokonania sekcji zwłok trzech poprzednich ofiar morderstw na Whitechapel. Również późniejsi badacze są podzieleni w sprawie związku morderstwa McKenzie z działalnością Rozpruwacza: jedni przyjmują go, a drudzy twierdzą, że kobietę zamordował inny przestępca, naśladujący jego modus operandi, w celu odwrócenia od siebie uwagi policji. Za tą drugą tezą przemawia fakt, że rany McKenzie były płytsze niż znalezione u Mary Ann Nichols, Annie Chapman, Catherine Eddowes oraz Mary Jane Kelly, a do ich zadawania użyto noża o krótszym ostrzu.
Terminem „morderstwa z ulicy Pinchin” określa się pozbawiony głowy i kończyn, będący już w stanie zaawansowanego rozkładu tułów niezidentyfikowanej kobiety, odkryty 10 września 1889 pod łukiem kolejowym na ulicy Pinchin. Stwierdzono, że brzuch ofiary morderstwa został poważnie okaleczony, w sposób niemal identyczny jak u „kanonicznych” ofiar Rozpruwacza, ponadto morderca usunął jej macicę.
Frances Coles została zamordowana 13 lutego 1891 na obszarze Swallow Gardens. Poza podciętym gardłem kobieta nie miała na ciele żadnych okaleczeń. James Sadler, widziany z Frances na krótko przed jej śmiercią został zatrzymany przez policję i podejrzany o zabójstwo Coles oraz zbrodnie Rozpruwacza, jednakże z powodu braków dowodów 3 marca 1891 wypuszczono go na wolność.

### Inne domniemane morderstwa Kuby Rozpruwacza

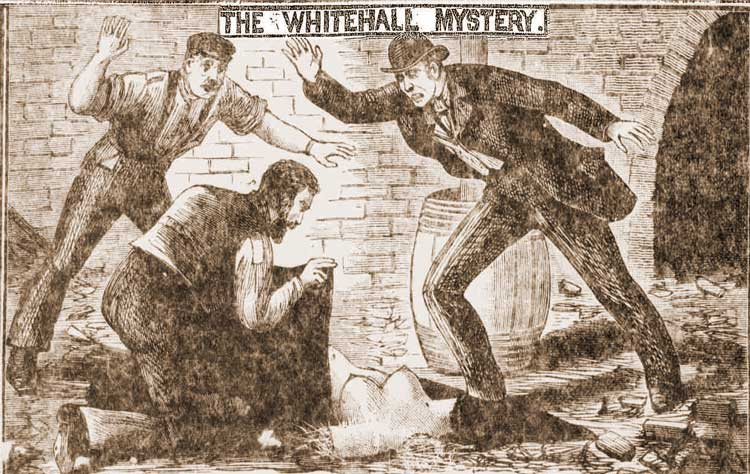
„Zagadka Whitehall”

„Fairy Fay” to pseudonim nadany nieznanej z imienia i nazwiska kobiecie, rzekomo zamordowanej 26 grudnia 1887. Pierwsza wzmianka na jej temat pojawiła się w artykule Terrence Robinsona opublikowanym na łamach gazety „Reynold's News” 29 października 1950. Morderca miał w brzuch „Fairy Fay” wbić palik. Nie ma dowodów na historyczność postaci „Fairy Fay” i większość badaczy uznaje ją za dziennikarski wymysł. Dokumenty nie wskazują na to, by w okolicach Bożego Narodzenia 1887 doszło do jakichkolwiek morderstw w Whitechapel. Wprawdzie w grudniu 1887 i 1886 zmarły Sarah Fayer, Alice Farber, i Emma Fairy, których nazwiska przypominają pseudonim „Fairy Fay”, jednak żadna z nich nie padła ofiarą zabójstwa.
25 lutego hospitalizowano trzydziestoośmioletnią Annie Millwood z powodu licznych ran kłutych dolnej części jamy brzusznej i nóg. Mimo poważnych obrażeń kobieta przeżyła. Zmarła 31 marca 1888 r. z przyczyn naturalnych, niemających związku z dokonaną napaścią. Później Annie Millwood uznano za pierwszą ofiarę Kuby Rozpruwacza, czego jednak nie można całkowicie potwierdzić. Atak na Millwood pod kilkoma względami przypomina morderstwo Marthy Tabram: doszło do nich w niewielkiej odległości od siebie, obie kobiety były w podobnym wieku i miały na ciele liczne rany kłute.
Ada Wilson została zaatakowana 28 marca 1888 r., jednak przeżyła. Zeznała, że do jej domu zapukał około trzydziestoletni wąsaty mężczyzna z opaloną twarzą, ubrany w ciemny płaszcz oraz noszący kapelusz. Gdy Wilson otworzyła drzwi, gość skręcił ku pokojowi i zażądał od kobiety pieniędzy.
Gdy ta odmówiła, dwukrotnie pchnął ją nożem w szyję, po czym uciekł. Casebook: Jack the Ripper wymienia cztery dowody na związek sprawy Ady Wilson z działalnością Kuby Rozpruwacza:
- gość Wilson przypomina wyglądem najczęściej podawany rysopis mężczyzny widzianego z kanonicznymi ofiarami Rozpruwacza tuż przed ich śmiercią,
- użycie noża jako broni,
- dźgnięcie Wilson w szyję nożem można skojarzyć z podcięciem gardeł „kanonicznym” ofiarom Rozpruwacza,
- Wilson określała się terminem seamstress, który oprócz szwaczki oznaczał także prostytutkę.

Wiele osób neguje teorię jakoby Adę Wilson zaatakował Kuba Rozpruwacz, gdyż napad na nią miał motyw rabunkowy, czego nie można powiedzieć o pozostałych zbrodniach tajemniczego mordercy.
Możliwe jednak, że Kuba Rozpruwacz rozpoczął swoją przestępczą działalność od zbrodni drobniejszych niż zabójstwa, na co wskazują behawioryści.
Annie Farmer – współlokatorka Marthy Tabram – zgłosiła, że była ofiarą napadu z 21 listopada 1888 r. Na jej szyi znajdowały się płytkie rany. Policja podejrzewając samookaleczenie zamknęła sprawę.
„Zagadka Whitehall” to nazwa nadana pozbawionemu głowy i kończyn torsowi kobiety, odnalezionemu 2 października 1888 na terenie dzisiejszej siedziby Scotland Yardu.
Później na placu budowy odkopano lewą nogę ofiary, a policyjny chirurg Thomas Bond uznał, że należało do niej także prawe ramię i bark wyłowione 11 września 1888 r. z Tamizy. Nie udało się ustalić tożsamości „Zagadki Whitehall” ani schwytać sprawcy morderstwa. Sekcja zwłok wykazała, że kobiecie wycięto macicę. Podobieństwo tej zbrodni do „morderstwa z ulicy Pinchin” i kilku innych zabójstw zasugerowało, że są one dziełem pojedynczego seryjnego mordercy, którego określono mianem „Torsowego Zabójcy” (Torso Killer). Pozostaje kwestią sporną czy Kuba Rozpruwacz i Torsowy Zabójca to ta sama osoba. Większość badaczy opierając się na dużych różnicach w modus operandi neguje ich związek. Między 2 a 25 czerwca 1889 r. z Tamizy wyłowiono fragmenty ciała prostytutki Elizabeth Jackson, mogącej być ofiarą „Torsowego Zabójcy”.
29 grudnia 1888 r. w Manningham, Bradford znaleziono zwłoki siedmioletniego Johna Gilla. Zabójca odciął Gillowi nogi, rozpruł brzuch, wyciągnął i pozostawił na miejscu zbrodni jelita oraz serce i usunął jedno ucho. Podobieństwo tego przypadku do morderstwa Mary Jane Kelly doprowadziło do spekulacji, że chłopiec padł ofiarą Rozpruwacza. Na podstawie poszlak dwukrotnie zatrzymano pracodawcę Johna – Williama Barretta, oskarżając go o morderstwo, jednak z powodu braku dowodów został zwolniony.
24 kwietnia 1891 r. uduszono prostytutkę Carrie Brown, znaną także jako „Stara Shakespeare” (będąc pod wpływem alkoholu recytowała sonety Williama Szekspira). Ciało kobiety miało zostać poważnie okaleczone, brakuje jednak szczegółowych informacji na ten temat. Według relacji prasowych oraz wyznań lekarza prowadzącego sekcję zwłok Carrie Brown miała wycięte jelita oraz liczne rany na całym ciele. Prasa szybko okrzyknęła kobietę ofiarą Kuby Rozpruwacza, jednak do jej zabójstwa doszło w Nowym Jorku, a policja wykluczyła związek między jej śmiercią a morderstwami na Whitechapel.

## Śledztwo

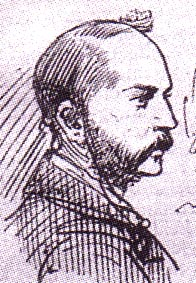
Inspektor Frederick Abberline

Ocalałe archiwum policyjne, zawierające materiały dotyczące morderstw na Whitechapel, pozwala dokładnie przyjrzeć się sposobom jej działania w epoce wiktoriańskiej. Duży zespół funkcjonariuszy przeprowadzał dochodzenie, chodząc od domu do domu na Whitechapel. Zbierano i badano materiał dotyczący tajemniczych zabójstw. Podejrzani byli wyszukiwani i przesłuchiwani (policja do tej pory korzysta z podobnych metod śledczych). Łącznie przesłuchano ponad 2000 osób, zweryfikowano alibi ponad 300 podejrzanych, 80 zatrzymano.
Śledztwo było początkowo prowadzone przez wydział do spraw dochodzeń kryminalnej miejskiej policji pod kierunkiem detektywa Edmunda Reida. Po zabójstwie Mary Ann Nichols Scotland Yard przysłał prowadzącym dochodzenie pomoc w postaci detektywów: Fredericka Abberline'a, Henry’ego Moore’a oraz Waltera Andrewsa. Kiedy zginęła Catharine Eddowes, do śledztwa przyłączył się James McWilliam. Sprawę komplikował fakt, że nowo mianowany szef Departamentu Dochodzeń Kryminalnych (CID), Robert Anderson, od 7 września do 6 października, czyli w czasie, kiedy zamordowano Annie Chapman, Elizabeth Stride oraz Catharine Eddowes, przebywał na urlopie w Szwajcarii. Zmusiło to komisarza miejskiej policji, Charlesa Warrena, do mianowania Donalda Swansona nadinspektorem.
Niezadowoleni z działań policji mieszkańcy Londynu utworzyli oparty na pracy wolontariuszy Whitechapel Vigilance Committee (Komitet Czujności Dzielnicy Whitechapel). Patrolowali oni ulice tej dzielnicy w poszukiwaniu podejrzanie wyglądających osób, opłacali prywatnych detektywów oraz wysłali do rządu prośbę o podwyższenie nagrody za złapanie mordercy.
Okaleczenia na ciałach ofiar doprowadziły do spekulacji, jakoby morderca był chirurgiem lub rzeźnikiem. Zachowana notatka Henry’ego Smitha informuje, że policja sprawdzała dowody na związek tych drugich z tajemniczymi zbrodniami dokonanymi na terenie Whitechapel. Po analizie dowodów wykluczono ich jednak ze śledztwa. Raport Donalda Swansona do Ministerstwa Spraw Wewnętrznych podaje, że policja przesłuchała 76 rzeźników. Niektórzy, w tym królowa Wiktoria, twierdzili, że mordercą był przedstawiciel tego zawodu lub poganiacz zwierząt pracujący w jednej z łodzi kursujących między Londynem a Europą kontynentalną i zajmującej się sprzedażą bydła. Whitechapel było bowiem położone w pobliżu londyńskich portów. Łodzie zazwyczaj przypływały do nich w czwartek lub piątek, a odpływały w sobotę bądź niedzielę, jednakże czas kursów pojedynczych łodzi nie zgadzał się z datami popełnienia morderstw przypisywanych Rozpruwaczowi, a możliwość przemieszczania się osób z załogi jednej łodzi do drugiej zanegowano.

### Profil mordercy

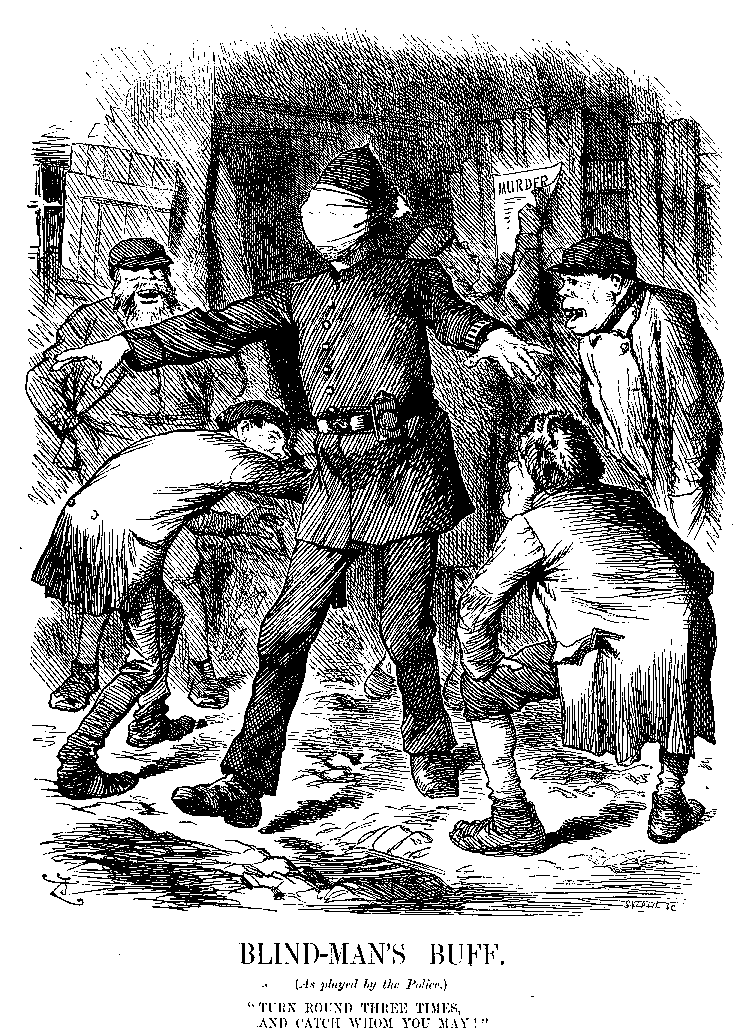
Ciuciubabka. Satyryczny rysunek Johna Tenniela z czasopisma „Punch” (22 września 1888) krytykujący niekompetencję policji. Niepowodzenia policji w śledztwie były powszechnie odczytywane jako dowód jej nieudolności oraz złej organizacji

Pod koniec października 1888 roku Robert Anderson poprosił chirurga Thomasa Bonda o wydanie opinii dotyczącej umiejętności i potencjalnej wiedzy anatomicznej przestępcy. Jest to najstarsza zanotowana próba stworzenia profilu kryminalnego zabójcy. Bond oparł swoją ocenę na analizie okaleczeń ofiar oraz sekcji zwłok Nichols, Chapman, Stride oraz Eddowes. Wypowiedział się on następująco o Rozpruwaczu: 

Nie ma wątpliwości, że wszystkie pięć morderstw zostało popełnionych przez tę samą osobę. U pierwszych czterech ofiar gardło zostało przecięte z lewej do prawej strony, natomiast zwłoki piątej ofiary są zbyt okaleczone, by ustalić kierunek cięcia, jednak obryzganie krwią tętniczą jednej ze ścian sugeruje, że głowa kobiety w chwili zabójstwa leżała blisko niej. Wszystko wskazuje, że zabójca najpierw powalał swoje ofiary, a następnie podcinał im gardło.

Bond krytykował teorię mówiącą o wiedzy chirurgicznej lub anatomicznej mordercy. Jego zdaniem nie posiadał on nawet doświadczenia rzeźniczego. Spekulował, jakoby winowajca był samotnie żyjącą osobą przechodzącą okresy manii morderczych i erotycznych. Bond sugerował, że rodzaj okaleczeń wskazuje na hiperseksualność zabójcy. Stwierdził także, że impulsy mordercze sprawcy mogły wynikać z chęci zemsty, złego stanu umysłowego, fanatyzmu religijnego bądź zaburzeń psychiatrycznych, jednak żadnej z tych hipotez nie uważał za prawdopodobną. Nie ma dowodów, że Kuba Rozpruwacz wykazywał aktywność seksualną skierowaną ku ofiarom, jednak penetracje nożem ich ciał oraz „pozostawienia ich w hańbiących seksualnych pozycjach połączone z wyeksponowaniem ran” wskazuje, że morderca mógł odczuwać satysfakcję seksualną z zabójstw. Wielu badaczy uważa to za najlepiej udokumentowaną teorię co do motywu działania Rozpruwacza.
W książce The Cases That Haunt Us John Douglas i Mark Olshaker również spróbowali na podstawie zebranych dowodów dokonać charakterystyki Kuby Rozpruwacza. Ich zdaniem był on 20-30 letnim mężczyzną wychowanym bez udziału ojca pod okiem dominującej matki, być może nadużywającej alkoholu bądź prostytutki. Cierpiąc na paranoję, nie wszedł w jakikolwiek związek z kobietami, o czym mógł świadczyć fakt, że bez niczyich podejrzeń wymykał się w nocy z domu. Prawdopodobnie miał niskie mniemanie o sobie, mogące wynikać z jakiegoś fizycznego defektu. Niewykluczone, że został przesłuchany przez niepodejrzewającą nic policję.
Profil stworzony przez agentów FBI zajmujących się profilowaniem nieznanych sprawców przestępstw - Johna Douglasa i Roya Hazelwooda na łamach październikowej emisji programu "The Secret Identity of Jack the Ripper" w roku 1988 prezentował się następująco:

Kuba
Rozpruwacz był jak drapieżne zwierzę, które nocami wychodziło na zewnątrz, szukając słabych
i podatnych ofiar dla swoich groteskowych fantazji seksualnych. W przypadku takiego
mordercy nie należy spodziewać się określonego schematu czasowego, ponieważ zabija on w
miarę nadarzających się okazji, tacy mordercy często wracają na miejsca swoich udanych
zbrodni. Prawdopodobnie był białym mężczyzną w wieku 25-35 i o przeciętnej inteligencji.
Kuba Rozpruwacz bardziej niż sprytem wykazywał się dopisującym mu szczęściem. Raczej był
samotny, nigdy nie był żonaty i prawdopodobnie w ogóle nie utrzymywał kontaktów
towarzyskich z kobietami. Miałby duże trudności w odpowiednim współdziałaniu z kimkolwiek,
ale szczególnie z kobietami. Mieszkał on bardzo blisko miejsc zbrodni, ponieważ tacy
przestępcy zazwyczaj zaczynają zabijać w bardzo bliskiej odległości od swoich domów. Jeśli
był zatrudniony, to w męskiej pracy wymagającej niewielkiego lub żadnego kontaktu z innymi.
Jako dziecko prawdopodobnie podkładał ogień i znęcał się nad zwierzętami, a jako dorosły,
jego niekonsekwentne zachowanie w pewnym momencie zwróciło uwagę policji. Pochodził z
rozbitego domu i był wychowywany przez dominującą kobietę, która znęcała się nad nim
fizycznie, a może nawet seksualnie. Był osobą wycofaną społecznie, samotnikiem, o słabej
higienie osobistej i nieładnym wyglądzie. Takie cechy są charakterystyczne dla tego typu
przestępców. Kuba Rozpruwacz jednocześnie nienawidził i bał się kobiet. Onieśmielały go, a
jego poczucie nieadekwatności było widoczne w sposobie, w jaki zabijał. Kuba Rozpruwacz
obezwładniał i mordował swoje ofiary szybko. Nie było dowodów na to, że delektował się tą
częścią swojej zbrodni; nie torturował kobiet ani nie przedłużał ich śmierci. Atakował nagle i
bez ostrzeżenia, szybko podcinając im gardła. Przyjemność psychoseksualna pojawiła się u
niego w czynnościach następujących po śmierci. Usuwając części i organy seksualne swoich
ofiar, Kuba Rozpruwacz wykastrował je lub pozbawił płci, tak że nie były już kobietami, których należy się bać. Policja bez wątpienia przesłuchała go
w trakcie śledztwa.

W 1996 roku kolejny profil stworzył Bruce Paley w książce pod tytułem: "Jack The Ripper: Simple Truth":

Kuba Rozpruwacz był białym
mężczyzną w wieku 28-36 lat, który mieszkał lub pracował w okolicy Whitechapel i
prawdopodobnie wykonywał pracę, w której mógł doświadczać swoich destrukcyjnych fantazji,
np. rzeźnika. Pochodził z rodziny ze słabym, biernym lub nieobecnym ojcem i prawdopodobnie
cierpiał na jakieś fizyczne upośledzenie, takie jak wada wymowy. Wykazywał silną niechęć do
prostytutek, a w trakcie śledztwa został przesłuchany przez władze i w konsekwencji pominięty
lub wyeliminowany jako podejrzany. Jego zwyczajny, schludny i uporządkowany wygląd nie
pasowałby do panującego wrażenia, że Kuba Rozpruwacz był dziwnym lub w jakiś sposób
upiornie wyglądającym człowiekiem.

## Podejrzani
Fakt, że do zabójstw „kanonicznych” ofiar Rozpruwacza dochodziło w weekendy (z wyjątkiem Mary Jane Kelly, zabitej w nocy z czwartku na piątek) na kilku sąsiadujących z sobą ulicach, może świadczyć o tym, że morderca mieszkał w pobliżu, a w ciągu dni roboczych był zajęty pracą. Niektórzy snuli domysły, jakoby był on lekarzem lub osobą pochodzącą z bogatszych dzielnic, zapuszczającą się tylko sporadycznie na tereny ubogiej Whitechapel.
Po morderstwie Mary Ann Nichols powszechne stały się pogłoski, że za zbrodnie odpowiada Żyd zwany Leather Apron („Skórzany fartuch”). Noszącego ten pseudonim Johna Pizera – żydowskiego szewca mieszkającego w Whitechapel, znanego z zastraszania prostytutek – zatrzymano, jednak po przedstawieniu mocnego alibi został on zwolniony.
Policja po kilku latach prowadzenia śledztwa stwierdziła, że mordercy nie udało się zidentyfikować; nikomu też nie postawiono oficjalnie zarzutów popełnienia zbrodni Rozpruwacza. Niektóre osoby związane z prowadzeniem śledztwa miały jednak swoje prywatne poglądy na temat tożsamości zabójcy.

Detektyw Robert Sagar w swoich wspomnieniach z okresu działalności Rozpruwacza stwierdził: 

Mieliśmy mocne dowody, by podejrzewać pewnego rzeźnika, pracującego w Butcher’s Row, Aldgate. Ostrożnie mu się przyglądaliśmy. Nie ma wątpliwości, że był szalony, i po pewnym czasie jego przyjaciele uznali, że najlepiej dla niego byłoby go odesłać do prywatnego zakładu dla psychicznie chorych. Kiedy wreszcie go tam umieszczono, nie dochodziło więcej do bestialstw Rozpruwacza.

 

W 1903 George Godley zatrzymał polskiego fryzjera Seweryna Kłosowskiego, oskarżonego o otrucie trzech swoich żon. Abberline powiedział wtedy do niego „masz w końcu Kubę Rozpruwacza!”, ale później spytany o tożsamość Rozpruwacza stwierdził: 

Wiem, podobnie jak moi przełożeni, że Rozpruwacz nie był rzeźnikiem, Żydem ani przybyszem zza granicy. Należało szukać go nie w najniższych warstwach społecznych, lecz wyższych”.

Z innej wypowiedzi Abberline pochodzącej z 1903 wynika, że słynny morderca z Whitechapel zmarł w zakładzie psychiatrycznym. Zaznaczył on też wtedy, że mimo wszystko Scotland Yard nie wie nic więcej w kwestii tożsamości mordercy niż podczas jego działalności.
Pojawiły się też teorie, jakoby policja znała tożsamość mordercy i z jakichś przyczyn jej nie ujawniała lub nie rozpoczęła przeciw niemu postępowania. Niektórzy spekulują, że policja schwytała Rozpruwacza i anonimowo odesłała go do zakładu dla osób psychicznie chorych, nie wydaje się to jednak zbyt prawdopodobne. Robert Anderson był przekonany, że morderca był polskim Żydem, a Melville Leslie Macnaghten wymienia w swoich notatkach trzech podejrzanych: Druitta, Ostroga i Aarona Kośmińskiego. Z kolei John George Littlechild wskazywał na amerykańskiego szarlatana Francisa Tumblety’ego jako prawdopodobnego mordercę. Rozbieżności te zdają się wskazywać, że dziewiętnastowieczna policja nie miała jednoznacznego stanowiska w kwestii tożsamości Kuby Rozpruwacza i – jak oficjalnie oświadczyła – sprawca nigdy nie został ujęty.
Obecnie lista podejrzanych o bycie Kubą Rozpruwaczem przekracza sto osób.
W wydanej 9 września 2014 roku książce Naming Jack the Ripper Russel Edwards twierdzi, na podstawie porównania wyników badań genetycznych materiału DNA ze znalezionego na miejscu zbrodni szala ofiary z wynikami badań DNA krewnych Aarona Kośmińskiego, że to właśnie ten, podejrzewany już w XIX wieku przez Scotland Yard, pochodzący z Polski fryzjer był poszukiwanym sprawcą.
Pewne informacje odnoszące się co do tożsamości Kuby Rozpruwacza pojawiły się 10 lutego 2023 roku na łamach magazynu British Heritage. Gdzie zgodnie z treścią tamtejszego artykułu pod tytułem „Kto był Kubą Rozpruwaczem?”, na początku roku 2019 pojawiły się dowody w postaci materiału DNA, sugerujące możliwość zidentyfikowania jego prawdziwej tożsamości. Według informacji tam zawartych, husta znaleziona przy ciele Catherine Eddowes – czwartej ofiary, zawiera ślady kryminalistyczne, przez co została wykorzystana do badań. Kośmiński był łączony ze zbrodniami na Whitechapel od dawna, pomimo dużego grona sceptyków jego winy, ze względu na brak niepodważalnych dowodów. To ulega diametralnej zmianie, ze względu na wyniki badań DNA opublikowane w czasopiśmie „Journal of Forensic Sciences”, w artykule „Forensic Investigation of a Shawl Linked to the Jack the Ripper Murders” autorstwa doktora Jariego Louhelainena, z dnia 12 marca 2019 roku. Gdzie po dogłębnej analizie materiału genetycznego pobranego od żyjącego krewnego Aarona Kośmińskiego, okazało się ono zbieżne z tym pozostawionym na szalu należącym do ofiary Kuby Rozpruwacza, analiza sugeruje również, że ówczesny zabójca miał brązowe oczy i włosy, co w stu procentach odpowiada opisowi Aarona Kośmińskiego To niewątpliwie przybliża do poznania faktycznej tożsamości Mordercy z Whitechapel, o ile nie rozwiązuje całości niewiedzy z nią związanej.

## Listy
W okresie działalności Kuby Rozpruwacza policja i prasa otrzymały wiele setek listów dotyczących mordercy. Donald McCormick oszacował ich liczbę na co najmniej dwa tysiące. Wydana 20 października 1888 gazeta „Illustrated Police News” mówi, że policja przeczytała ok. 700 listów. Obecnie w archiwach londyńskich znajduje się ich ponad 300. Część z nich oferowała pomoc w schwytaniu sprawcy, jednak większość była kompletnie nieprzydatna. Ponad sto listów zostało napisanych przez osoby podające się za słynnego mordercę z Whitechapel, z których trzy znane jako list „Drogi szefie”, karta pocztowa „Zuchwały Kuba” oraz list „Z piekieł” mają szczególne znaczenie.
List „Drogi szefie” został ostemplowany datą 27 września 1888. Tego samego dnia otrzymała go Centralna Agencja Prasowa, a w dwa dni później został przesłany do Scotland Yardu. Początkowo uznano go za fałszywkę, kiedy jednak trzy dni później odnalezione ciało Catharine Eddowes z obciętym kawałkiem ucha, zawarte w liście ostrzeżenie „pracując następnym obetnę damie uszy” zwróciło na niego uwagę prasy i policji. Niemniej jednak ucho Eddowes wydaje się przypadkowo nacięte podczas ataku, a więc do realizacji groźby autora listu naprawdę nie doszło.

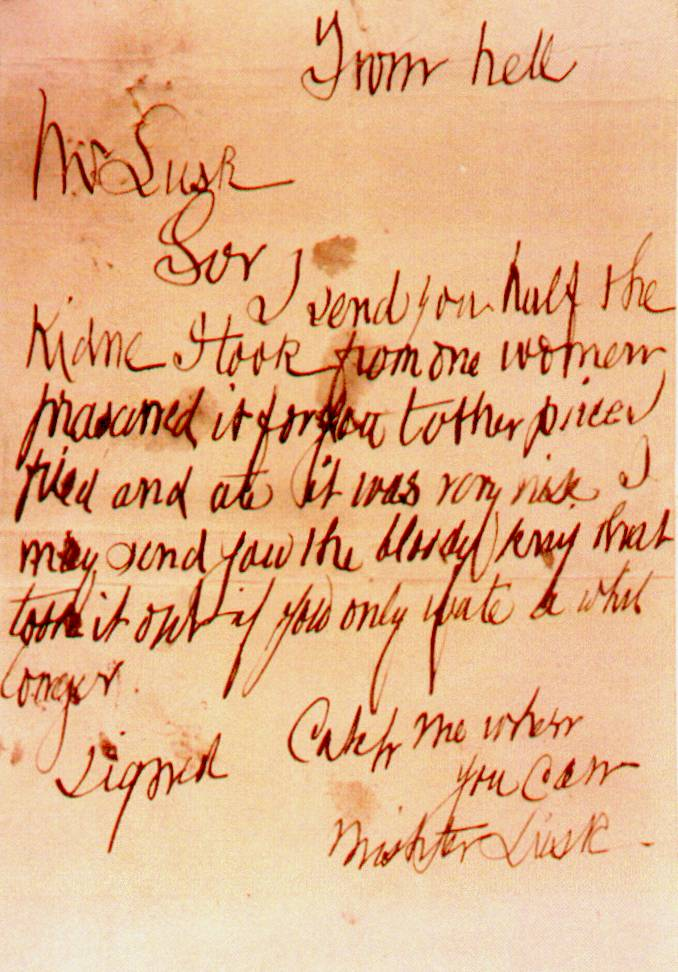
Fotografia listu „Z piekieł”

W liście „Drogi szefie” po raz pierwszy pojawił się pseudonim Jack the Ripper („Kuba Rozpruwacz”), co spowodowało szybkie nagłośnienie sprawy tajemniczego seryjnego mordercy. Późniejsze rzekome listy Rozpruwacza naśladowały ten list tonem.
Pocztówka „Zuchwały Kuba” została oznaczona datą 1 października 1888 i tego samego dnia otrzymana przez Centralną Agencję Prasową. Charakterem pisma bardzo przypomina ona list „Drogi Szefie”. Autor mówi o „podwójnym wydarzeniu w tym czasie”, co można interpretować jako aluzję do zabójstw Elizabeth Stride i Catharine Eddowes, dokonanych tej samej nocy. Wywołało to kontrowersje, wiele osób wątpiło, czy żartowniś mógłby mieć taką wiedzę o morderstwach. Jednak pocztówka „Zuchwały Kuba”, jak wynika z daty stempla pocztowego, została wysłana co najmniej 24 godziny po morderstwach. Prasa i mieszkańcy Londynu dowiedzieli się o nich znacznie wcześniej.
List „Z piekieł” dotarł do George’a Luska – przewodniczącego Komitetu Czujności Dzielnicy Whitechapel – 16 października 1888. Charakter pisma oraz stylistyka tego tekstu znacznie różnią się od pocztówki „Zuchwały Kuba” oraz listu „Drogi szefie”. Do listu dołączone było niewielkie pudełko zawierające fragment nerki, zakonserwowany w etanolu. Autor listu twierdził, że drugą połowę nerki usmażył i zjadł. Przynależność nerki jest kontrowersyjna, niektórzy uważają, że należała ona do Catharine Eddowes, której Rozpruwacz wyciął jedną nerkę, inni sądzą, że to tylko makabryczny żart. Nerka została zbadana przez dr. Thomasa Openshawa, który stwierdził, że to lewa ludzka nerka, jednak wbrew sensacyjnym doniesieniom prasowym nie był w stanie ustalić płci ani wieku jej właściciela. Później sam Openshaw otrzymał list od osoby podającej się za Rozpruwacza.
Scotland Yard opublikował kopie listu „Drogi szefie” oraz pocztówki „Zuchwały Kuba” 3 października 1888 w nadziei, że ktoś rozpozna autora tekstów na podstawie charakteru pisma. Charles Warren w liście do Godfreya Lushingtona twierdzi, że to na pewno fałszywka, ale i tak należy ustalić, kto ją napisał. George R. Sims kąśliwie zaznaczył, że list napisany przez jakiegoś dziennikarza mocno podniósł nakład gazet, powodując sensację. Funkcjonariusze policji twierdzili później, że zidentyfikowali autora listu „Drogi szefie” i pocztówki „Zuchwały Kuba”. John George Littlechild w liście do George’a R. Simsa z 23 września 1913 uznał, że autorem tych dwóch listów był dziennikarz Tom Bullen. Podobno w 1931 roku inny dziennikarz – Fred Best, przyznał się do napisania listu „Drogi szefie” oraz pocztówki „Zuchwały Kuba” w celu utrzymania przychodu.

## XIX-wieczna prasa a Kuba Rozpruwacz
Zabójstwa Kuby Rozpruwacza doprowadziły do zmiany stosunku mediów do przestępstw. Mimo że Rozpruwacz nie był pierwszym seryjnym mordercą, wywołał ogólnoświatową panikę. Reformy podatkowe z 1850 roku pozwoliły na wydawanie wielu tanich gazet o dość dużym nakładzie. Szybko powstawały nowe gazety, często w niskich cenach, które wraz z bardzo popularnymi wśród szerokiej publiczności czasopismami, takimi jak „Illustrated Police News”, spowodowały niesłychaną popularność mordercy z Whitechapel.
Po morderstwie Nichols w gazecie „The Guardian” pojawiło się stwierdzenie, że „policja może posiadać jakieś informacje, których utrzymanie w sekrecie uznano za niezbędne. Uważa się, że szczególną uwagę zwracają na osobę zwaną Skórzanym Fartuchem”. Niechęć funkcjonariuszy do ujawniania danych o postępie śledztwa doprowadziła dziennikarzy do pisania reportaży zawierających najprawdopodobniej wymyślone informacje. Tymczasem konkurencyjni autorzy gazet krytykowali je jako wytwór dziennikarskiej wyobraźni. John Pizer – mieszkający w pobliżu Żyd wyrabiający obuwie ze skóry – został uznany za Skórzanego Fartucha i zatrzymany przez policję, choć prowadzący sprawę inspektor uznał, że nie ma przeciwko żadnych dowodów i wkrótce wypuszczono go na wolność.
Po publikacji listu „Drogi szefie” wobec mordercy zaczęto używać pseudonimu Jack the Ripper („Kuba Rozpruwacz”) w miejsce popularnego wcześniej „Skórzanego Fartucha”. Imię Jack (Kuba) było już wcześniej użyte w nazwie legendarnej postaci Spring Heeled Jacka – mężczyzny, który miał napadać na kobiety i wykonywać nadzwyczaj długie skoki. Później zwyczaj nadawania przez prasę pseudonimów seryjnym mordercom przyjął się, czego wyrazem jest np. Kat z Nowego Orleanu, Zabójca z Green River, Dusiciel z Bostonu. Niektóre z nich wyraźnie nawiązują do Kuby Rozpruwacza np. Rozpruwacz z Yorkshire, Francuski Rozpruwacz, Rozpruwacz z Rostov, Rozpruwacz z Düsseldorfu, Rozpruwacz z Camden. Podobny pseudonim, Jack the Stripper (Kuba Rozbieracz), nadano działającemu w Londynie w latach 1964–1965 mordercy rozbierającemu zwłoki swoich ofiar.
Brak możliwości postawienia zarzutu konkretnej osobie oraz sensacyjne prasowe doniesienia doprowadziły do wielu ponurych legend dotyczących tożsamości Kuby Rozpruwacza.

## Spuścizna

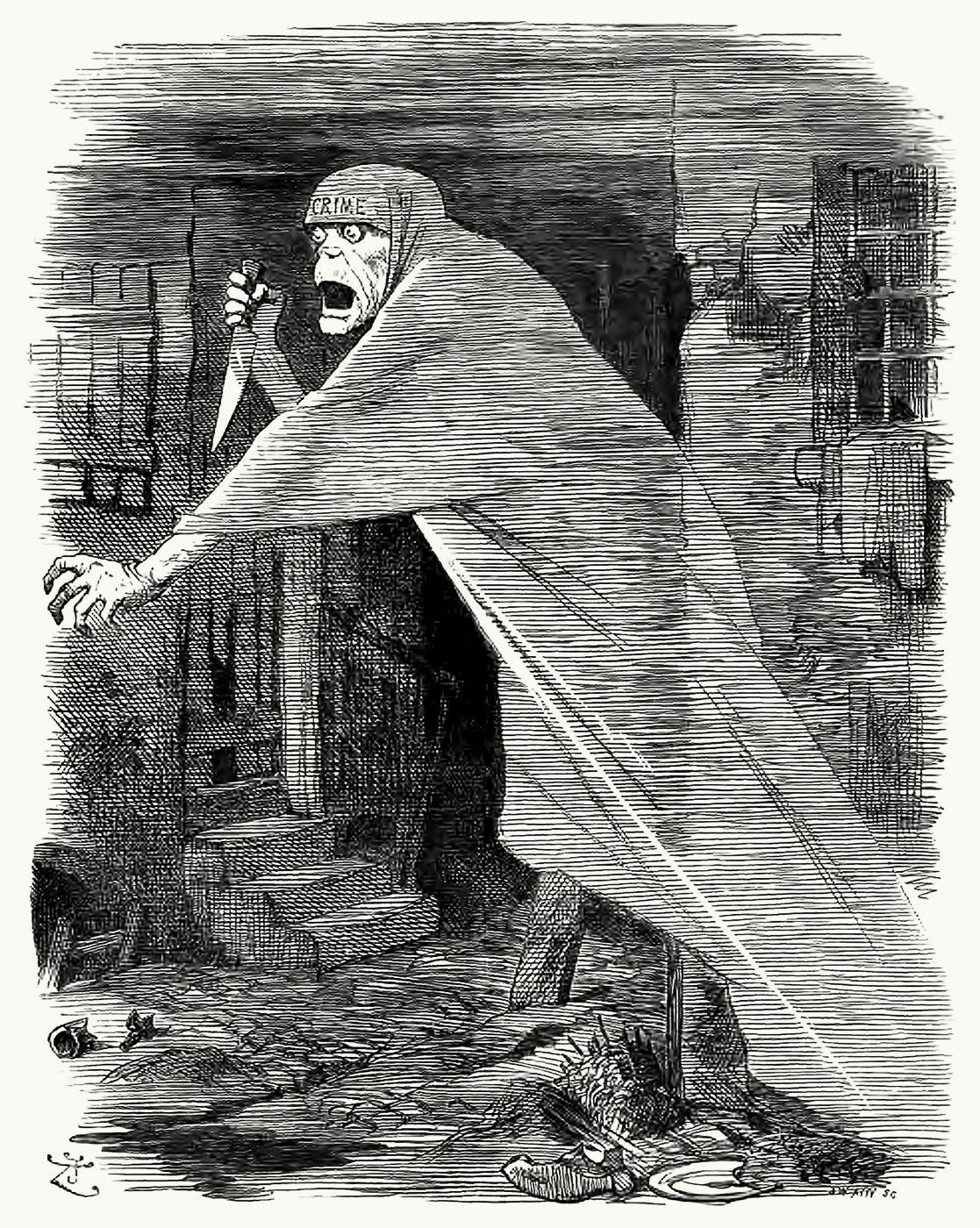
Nemesis Zaniedbania. Kuba Rozpruwacz został przedstawiony jako fantomiczny dręczyciel Whitechapel i ucieleśnienie braku troski o najniższe warstwy społeczne. Rysunek z czasopisma „Punch”

Morderstwa Rozpruwacza zwróciły uwagę na najuboższe dzielnice Londynu znane jako East End i spowodowały sprzeciw społeczeństwa wobec panujących tam złych warunków sanitarnych i przeludnienia. Dwie dekady po tajemniczych zbrodniach najuboższe dzielnice Londynu zostały oczyszczone i wyburzone, jednak ulice i niektóre dawne budynki ocalały, dzięki czemu przewodnicy mogą dalej opowiadać historię Kuby Rozpruwacza oprowadzając po miejscach związanych z zabójstwami. Dom publiczny Ten Bells przy ulicy Commercial, w którym pracowały Annie Chapman i Mary Jane Kelly, jest jednym z głównych punktów takich wycieczek.
Oprócz sprzecznych oraz często mających dyskusyjną wiarygodność relacji świadków nie zachowały się żadne dowody sądowe, co utrudnia ustalenie kim był Rozpruwacz. Analiza śladów DNA na rzekomych listach mordercy nie dała żadnych jednoznacznych rezultatów. Dostępny materiał genetyczny był wielokrotnie poddawany badaniom, jest jednak zbyt zanieczyszczony, by dać konkretne wyniki. Do tej pory wydano ponad 100 książek poświęconych Rozpruwaczowi, co czyni go najbardziej popularnym seryjnym mordercą. W 1970 roku Colin Wilson ukuł termin „ripperologia” (ripperology) dla określenia naukowych badań poświęconych osobie i działalności Kuby Rozpruwacza. Ich wyniki publikowane są w magazynach „Ripperana”, „Ripperologist” i „Ripper Notes”.
Dziennik Kuby Rozpruwacza, mający być dziełem samego mordercy, jest przez większość badaczy uważany za fałszerstwo. Rozpruwacz pojawia się również w wielu powieściach, nowelach, wierszach, filmach, komiksach, operach, programach telewizyjnych.
Już w okresie swojej działalności oraz w późniejszych latach „Kuba Rozpruwacz stał się straszakiem dla dzieci”. Kreowany był na postać przypominającą zjawę lub potwora. W latach 20. i 30. XX wieku był przedstawiany w filmach jako zwyczajnie ubrany człowiek czatujący na potencjalne ofiary. Klimatu grozy dopełniała w nich oprawa muzyczna i efekty świetlne. W latach 60. Rozpruwacz stał się „symbolem grabieżczej arystokracji”. Wyobrażano go wtedy jako dżentelmena w czarnym kapeluszu. Został on uznany za przejaw wykorzystywania uboższych warstw społecznych poprzez bogatsze. Później do wizerunku Rozpruwacza dodano elementy pochodzące od różnych postaci z horrorów np. pelerynę Drakuli. Fikcyjny świat Kuby Rozpruwacza został przedstawiony w różnego typu utworach, od filmów z Sherlockiem Holmesem po japońskie horrory erotyczne.
W przeciwieństwie do mniej sławnych seryjnych morderców, w salonie okropności Muzeum Figur Woskowych Madame Tussaud w Londynie Rozpruwacz nie posiada swojej figury woskowej. Jest to zgodne z zasadą nieprzedstawiania osób, których wygląd jest nieznany. Jedynym odniesieniem do słynnego mordercy z Whitechapel jest cień jego postaci prezentowany na wystawie. W 2006 roku na łamach czasopisma „BBC History” na podstawie ankiety wśród jego redakcji i czytelników został on wybrany na najgorszego Brytyjczyka w historii.